# Suryaadi
Suryaadi is een bestuurslaag in het regentschap Ogan Komering Ilir van de provincie Zuid-Sumatra, Indonesië. Suryaadi telt 5915 inwoners (volkstelling 2010).